# Javier Paredes
Javier Paredes Arango (Oviedo, 5 luglio 1982) è un ex calciatore spagnolo, di ruolo difensore.

## Caratteristiche tecniche
È un difensore che può ricoprire diversi ruoli. Durante la sua carriera è stato schierato come terzino sinistro o come difensore di sinistra in una difesa a tre.

## Carriera

### Real Oviedo e Real Madrid B
Cresciuto nel settore giovanile del Real Oviedo, club della sua città natale, esordisce con la prima squadra in Segunda División nella stagione 2001-2002, allenato da Enrique Marigil. In campionato, dove la squadra delle Asturie arriva al settimo posto, gioca otto partite da titolare senza mai essere sostituito e realizza una rete. Nella stagione successiva Paredes è titolare in difesa insieme a Raúl García Lozano, Francisco José Figueroa Alonso e Koldo Sarasúa e gioca 32 partite senza segnare. Sulla panchina del Real Oviedo si alternano quattro allenatori diversi e la squadra, arrivando al penultimo posto, retrocede in Segunda B. Paredes lascia il Real Oviedo e gioca per due stagioni nel Real Madrid Castilla, in Segunda División B, senza mai esordire in prima squadra. Con la squadra di Madrid ottiene un secondo e un primo posto.

### Getafe e Real Zaragoza
Nella stagione 2005-2006 passa a un'altra squadra della capitale spagnola, il Getafe CF, che milita in Primera División. L'allenatore tedesco Bernd Schuster sceglie come titolare Mariano Pernía e Paredes colleziona 7 presenze, delle quali due da titolare. Nella stagione seguente, con la partenza di Pernía, Paredes diventa titolare e gioca 33 partite, ricevendo la prima espulsione in massima serie e 11 ammonizioni.
Nel 2007 passa al Real Zaragoza e colleziona 23 partite. La squadra aragonese retrocede in Segunda División.
Nella stagione 2008-2009, allenato da Marcelino García Toral, gioca 34 partite e contribuisce al raggiungimento del secondo posto in campionato e della promozione in massima serie.
Nel 2010, al termine di un allenamento, è protagonista di un litigio con l'allenatore José Aurelio Gay e l'intervento di Gabi riporta la situazione alla calma. Per questo fatto Paredes viene multato dalla società, per poi tornare protagonista in campo con l'arrivo del messicano Javier Aguirre.
Il 26 giugno 2012 prolunga di due stagioni il contratto che lo lega alla società aragonese, con un'opzione per un ulteriore anno.

## Palmarès

### Competizioni Nazionali
- Segunda División B: 1

Real Madrid Castilla: 2004-2005